# Pedro Antonio Núñez
Pedro Antonio Núñez Mejía (Hato Mayor del Rey, República Dominicana, 5 de septiembre de 1989) conocido como Pedro Núñez, es un exjugador y entrenador de fútbol dominicano. Actualmente se encuentra sin equipo.

## Trayectoria
Se formó en la cantera del emblemático FC Barcelona de España, siendo parte de La Masía desde el 2002 al 2004, compartiendo vestidor con jugadores como Giovani dos Santos, Gerard Piqué, Jordi Alba o Bojan Krkić.

## Selección nacional
Representó internacionalmente a la selección de la República Dominicana.

## Clubes

### Como jugador
| Club          | País                 | Año       |
| ------------- | -------------------- | --------- |
| Terrassa FC   | España               | 2006-2008 |
| US Poggibonsi | Italia               | 2008-2009 |
| UE Rubí       | España               | 2009-2011 |
| Tempête FC    | Haití                | 2011-2012 |
| CA Pantoja    | República Dominicana | 2013      |
| Bauger FC     | República Dominicana | 2014      |
| CA Pantoja    | República Dominicana | 2015-2016 |
| Bob FC        | República Dominicana | 2018      |

### Como entrenador
| Club                            | País                 | Año  |
| ------------------------------- | -------------------- | ---- |
| Club Barcelona Atlético         | República Dominicana | 2019 |
| CA Pantoja (Segundo entrenador) | República Dominicana | 2020 |

## Palmarés

### Como jugador

#### Campeonatos nacionales
| Título                    | Club       | Año  |
| ------------------------- | ---------- | ---- |
| Liga Dominicana de Fútbol | CA Pantoja | 2015 |

## Vida personal
Es familiar del también futbolista dominicano Mariano Díaz Mejía.   